# 24923 Claralouisa
24923 Claralouisa este un asteroid din centura principală de asteroizi.

## Descriere
24923 Claralouisa este un asteroid din centura principală de asteroizi. A fost descoperit pe 5 martie 1997 la Socorro, New Mexico, în cadrul proiectului LINEAR. Asteroidul prezintă o orbită caracterizată de o semiaxă mare de 2,32 ua, o excentricitate de 0,11 și o înclinație de 4,2° în raport cu ecliptica.